# 山形県保育所一覧
山形県保育所一覧（やまがたけんほいくしょいちらん）は、山形県の保育所の一覧。

## 公立保育所

### 山形市
- 山形市立つばさ保育園
- 山形市立白鳩保育園
- 山形市立さくら保育園
- 山形市立あこや保育園
- 山形市立早苗保育園
- 山形市立いずみ保育園
- 山形市立あたご保育園
- 山形市立高楯保育園
- 山形市立すみれ保育園
- 山形市立美鈴保育園[1]

### 尾花沢市
- 尾花沢市立おもだか保育園
- 尾花沢市立さくら保育園
- 尾花沢市立玉野保育園
- 尾花沢市立ときわ保育園[2]

### 東根市
- 東根市立大富保育所
- 東根市立神町保育所
- 東根市立小田島保育所

### 村山市
- 村山市立ひばり保育園

### 南陽市
- 南陽市立こばと保育園

### 上山市
- 上山市立みなみ保育園
- 上山市立しらさぎ保育園

### 寒河江市
- 寒河江市立なか保育所
- 寒河江市立なか保育所みいずみ分園
- 寒河江市立しらいわ保育所
- 寒河江市立たかまつ保育所

### 新庄市
- 新庄市立泉田保育所
- 新庄市立中部保育所

### 天童市
- 天童市立いなほ保育園
- 天童市立舞鶴保育園
- 天童市立さくら保育園
- 天童市立みどり保育園

### 酒田市
- 酒田市立八幡保育園
- 酒田市立若竹保育園
- 酒田市立平田保育園
- 酒田市立松山保育園
- 酒田市立市条保育園
- 酒田市立松陵保育園
- 酒田市立楢橋保育園
- 酒田市立浜田保育園
- 酒田市立仁助新田保育園

### 鶴岡市
- 鶴岡市立大東保育園
- 鶴岡市立かたばみ保育園
- 鶴岡市立西部保育園
- 鶴岡市立いずみ保育園
- 鶴岡市立大網保育園
- 鶴岡市立藤島くりくり保育園
- 鶴岡市立南部保育園
- 鶴岡市立本郷保育園

### 米沢市
- 米沢市立緑ヶ丘保育園
- 米沢市立吾妻保育園

### 飽海郡
- 遊佐町立遊佐保育園
- 遊佐町立藤崎保育園
- 遊佐町立吹浦保育園

### 北村山郡
- 大石田町立大石田保育園

### 西村山郡
- 河北町立谷地保育所
- 河北町立谷地西部保育所
- 河北町立北谷地保育所
- 西川町立にしかわ保育園
- 大江町立わかば保育園
- 大江町立さくら保育園

### 東村山郡
- 中山町立なかやま保育園
- 山辺町立安達峰一郎記念保育園

### 最上郡
- 最上町立大堀保育所
- 最上町立富沢保育所
- 舟形町立ほほえみ保育所
- 真室川町立釜渕保育所
- 真室川町立安楽城保育所
- 大蔵村立肘折保育所
- 大蔵村立大蔵村保育所
- 鮭川村立こまどり保育所
- 鮭川村立鮭川保育所
- 戸沢村立古口保育所
- 戸沢村立戸沢保育所

### 東田川郡
- 庄内町立狩川保育園
- 庄内町立清川保育園
- 三川町立みかわ保育園

### 東置賜郡
- 高畠町立二井宿保育園
- 高畠町立和田保育園
- 川西町立小松保育所

### 西置賜郡
- 白鷹町立あゆかい保育園
- 白鷹町立ひがしね保育園
- 白鷹町立こぐわ保育園
- 飯豊町立椿保育園[3]

## 私立保育所

### 山形市
- アートチャイルドケア山形県東原保育園
- 愛育保育園
- アスクみはらしの丘保育園
- 飯塚はらっぱ保育園
- いちご保育園
- 大谷保育園
- べにばな保育園
- さくらんぼ保育園
- 嶋ほいくえん
- しらかば保育園
- 白百合保育園
- セロン北保育園
- セロン南保育園
- たつのこ保育園
- たんぽぽ保育園
- とちの実保育園
- ドレミ保育園
- なでしこ保育園
- ニチイキッズ山形まえた保育園
- ニチイキッズ山形みっかまち保育園
- はやぶさ保育園
- はらっぱ保育園
- ひらつか保育園
- 保育所ちびっこ桜田東園
- 保育所ちびっこ嶋園
- ほほえみ保育園
- マリアこまくさ保育園
- 南山形すくすく保育園
- むつみ保育園
- 山形南保育園[4]

### 尾花沢市
- ひまわり保育園[2]

### 東根市
- あおぞら保育園
- あゆみ保育園
- おおとみ保育園
- さくらんぼの森保育園
- さくらんぼ保育所
- なかよし保育園
- にじいろ保育園
- のびのび保育園
- ひがしね保育所
- ルンビニー保育園[5]

### 村山市
- マアヤ保育園
- アートチャイルドケア村山しょうよう保育園[6]

### 南陽市
- 沖郷双葉保育園
- 宮内双葉保育園

### 上山市
- 子供の城保育園
- 上山あい保育園[7]